# Étienne Marcel (Métro Paris)

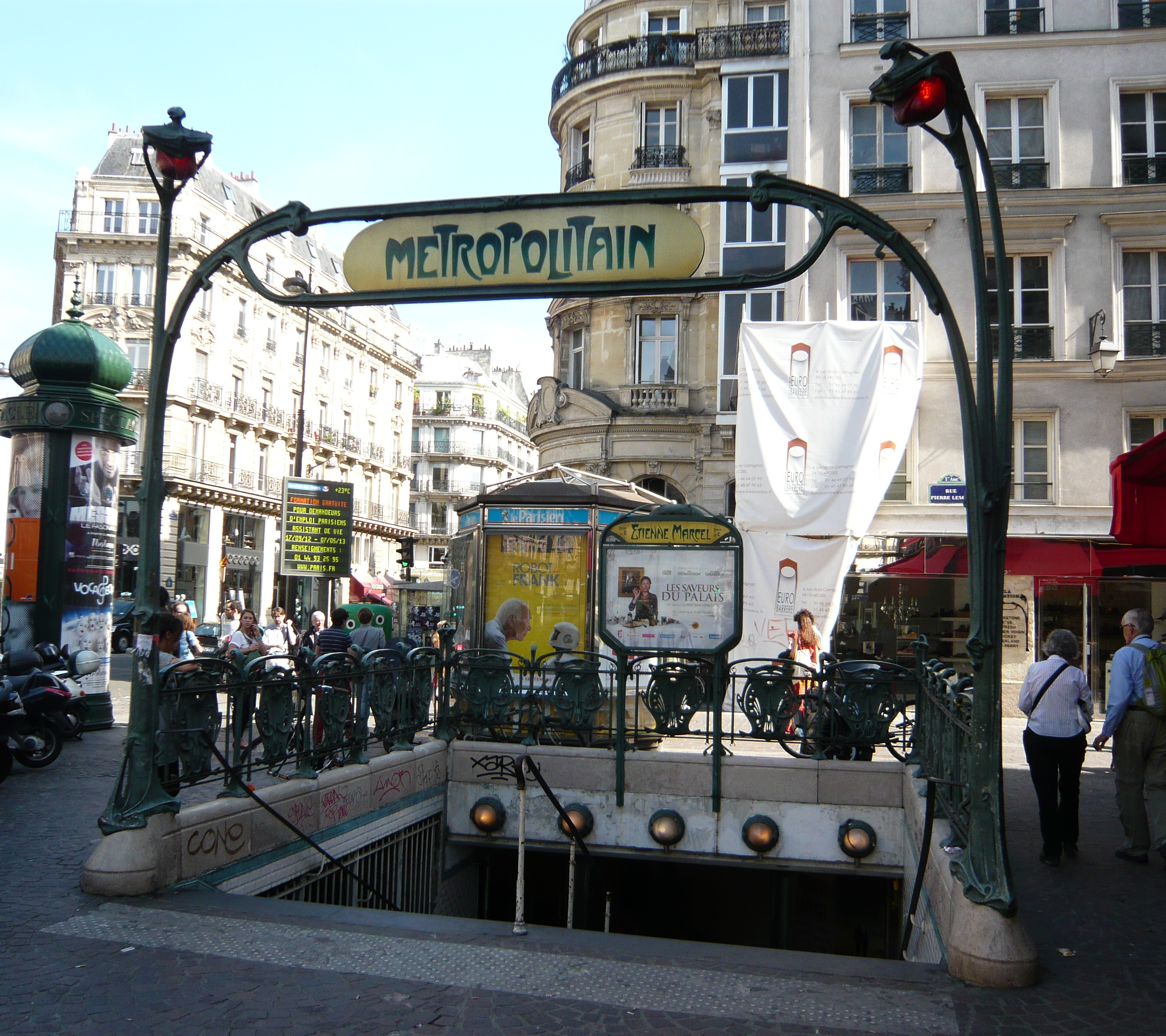
Von Hector Guimard entworfener Jugendstil-Zugang

Étienne Marcel [etjɛn maʁsɛl] ist eine unterirdische Station der Linie 4 der Pariser Métro.

## Lage
Die Station befindet sich an der Grenze des Quartier des Halles im 1. Arrondissement zum Quartier de Bonne-Nouvelle im 2. Arrondissement von Paris. Sie liegt längs unter der Rue Turbigo an deren Kreuzung mit der Rue Étienne Marcel.

## Name
Namengebend ist die Rue Étienne Marcel. Der reiche Tuchhändler und Prévôt des marchands Étienne Marcel (1315–1358) führte während der Generalstände von 1356 und 1357 die erste bürgerliche Revolte der französischen Geschichte gegen die königliche Autorität an. Am 31. Juli 1358 wurde er vom Royalisten Jean Maillard getötet.

## Geschichte
Die Station wurde am 21. April 1908 in Betrieb genommen, als der erste Abschnitt der Linie 4 von Porte de Clignancourt bis Châtelet eröffnet wurde.

## Beschreibung
Die Station weist unter einem elliptischen, gefliesten Deckengewölbe Seitenbahnsteige an zwei parallelen Streckengleisen auf. Sie war ursprünglich 75 m lang, Mitte der 1960er Jahre wurde sie auf 90 m verlängert. Südwestlich der Station führt eine Weiche vom nach Süden führenden Streckengleis in ein seitliches Abstellgleis.
Der einzige Zugang wurde von Hector Guimard im Jugendstil entworfen.

## Fahrzeuge
Auf der Linie 4 verkehrten bis 1928 5-Wagen-Züge aus zunächst drei zweimotorigen, später zwei viermotorigen Triebwagen und Beiwagen. Sie wurden durch Sprague-Thomson-Züge abgelöst, die in den Jahren 1966/67 sukzessive durch gummibereifte 6-Wagen-Züge der Baureihe  MP 59 ersetzt wurden. Seit 2011 ist auf der Linie 4 die Baureihe MP 89 CC im Einsatz. Die Umstellung auf fahrerlose Züge der Baureihen MP 89 CA, MP 05 und MP 14 hat am 12. September 2022 begonnen und soll bis Ende 2023 abgeschlossen sein.